# Nikita Wassiljewitsch Filatow
Nikita Wassiljewitsch Filatow (russisch Никита Васильевич Филатов; englische Transkription: Nikita Vasilyevich Filatov; * 25. Mai 1990 in Moskau, Russische SFSR) ist ein ehemaliger russischer Eishockeyspieler. Der linke Flügelstürmer wurde im NHL Entry Draft 2008 an sechster Position von den Columbus Blue Jackets ausgewählt, bestritt für diese sowie die Ottawa Senators jedoch nur 53 Partien in der National Hockey League (NHL). Den Großteil seiner Karriere verbrachte er anschließend in seiner russischen Heimat, wo er unter anderem über 300 Spiele in der Kontinentalen Hockey-Liga (KHL) absolvierte.

## Karriere

### Jugend
Filatow durchlief während seiner Juniorenzeit die Nachwuchsabteilung des HK ZSKA Moskau. In der Saison 2005/06 erhielt er im Alter von 15 Jahren erstmals Einsatzzeiten in der zweiten Seniorenmannschaft, die in der dritthöchsten russischen Spielklasse beheimatet war. Zum Ende der Spielzeit 2006/07 gehörte er zum Kader der russischen U18-Nationalmannschaft, die bei der U18-Junioren-Weltmeisterschaft 2007 die Goldmedaille gewinnen konnte. Filatow war mit neun Punkten in sieben Spielen punktbester Spieler seines Teams und hatte damit maßgeblichen Anteil am Turniersieg der Russen. In der Saison 2007/08 gab er im Alter von 17 Jahren sein Debüt in der Superliga, als er ins Aufgebot der ersten Mannschaft von ZSKA berufen wurde und fünf Spiele bestritt. Hauptsächlich lief er aber weiter für die zweite Mannschaft in der dritthöchsten russischen Spielklasse auf, wo er mit 66 Punkten aus 34 Spielen beeindrucken konnte. Zum Jahresende 2007 wurde er in den Kader für die U20-Junioren-Weltmeisterschaft 2008 eingeladen, wo er die Bronzemedaille errang. Ein weiteres halbes Jahr später wurde er im NHL Entry Draft 2008 in der ersten Runde an der sechsten Position von den Columbus Blue Jackets ausgewählt. Zudem sicherten sich im kanadischen Junioreneishockey die Sudbury Wolves aus der Ontario Hockey League über den CHL Import Draft, wo er als Top-Draftpick gezogen wurde, die Rechte an ihm.

### NHL
Vor Beginn der Saison 2008/09 unterzeichnete er schließlich einen Dreijahresvertrag bei den Blue Jackets, da er bereits im Vorfeld großes Interesse geäußert hatte, schnellstmöglich nach Nordamerika zu wechseln. Jedoch bat die Kontinentale Hockey-Liga im Anschluss daran die Internationale Eishockey-Föderation IIHF darum, dass der Vertragsstatus Filatows überprüft werden solle, da sowohl die KHL als auch sein Ex-Klub ZSKA Moskau davon ausgingen, dass er nicht als sogenannter Unrestricted Free Agent galt und somit von Seiten der NHL eine Transferentschädigung zu zahlen sei. Seine erste Saison in Nordamerika begann er aber nicht in der NHL, sondern in der American Hockey League bei den Syracuse Crunch, dem Farmteam von Columbus. Nachdem er in seinen ersten beiden Spielen für Syracuse bereits zwei Mal getroffen hatte, wurde er aufgrund von personellen Ausfällen in den NHL-Kader der Blue Jackets berufen und traf auch dort gleich bei seinem Debüt. In der Folge kam er aber wieder vermehrt in der AHL zum Einsatz, was schließlich dazu führte, dass ihn die Blue Jackets zum Jahreswechsel für die U20-Junioren-Weltmeisterschaft 2009 freistellten. Dort gewann er wie im Vorjahr die Bronzemedaille und war mit elf Punkten bester Scorer seines Teams. Für seine guten Leistungen bei der Weltmeisterschaft wurde der Angreifer in der Folge mit der erneuten Berufung in den NHL-Kader sowie der Wahl in die Startaufstellung des AHL All-Star Classic belohnt und erzielte bei seinem zweiten Einsatz für die Blue Jackets im Jahr 2009 den ersten Hattrick in seiner NHL-Karriere. Am 25. Juni 2011 gaben ihn die Blue Jackets im Austausch für ein Drittrunden-Wahlrecht im NHL Entry Draft 2011 an die Ottawa Senators ab. In der Folge absolvierte er neun NHL-Einsätze für die Senators sowie 15 AHL-Partien für die Binghamton Senators, was seine letzten Spiele in Nordamerika sein sollten.

### KHL
Noch während der laufenden Saison 2011/12 wechselte Filatow zum HK ZSKA Moskau, ehe er ab Mai 2012 bei Salawat Julajew Ufa unter Vertrag stand. Im Mai 2014 wurde er gegen Igor Skorochodow vom HK Jugra Chanty-Mansijsk eingetauscht. Im Oktober des gleichen Jahres war Filatow erneut in einen Transfer involviert, als er gegen ein Wahlrecht für den KHL Junior Draft 2015 an Torpedo Nischni Nowgorod abgegeben wurde. Im Mai 2015 wechselte er im Rahmen eines Tauschgeschäfts von Torpedo zu Admiral Wladiwostok und absolvierte fünf KHL-Partien für den Klub, ehe er – als Ersatz für den verletzten Konstantin Glasatschow – gegen eine finanzielle Entschädigung an den HK Dynamo Moskau abgegeben wurde. Ab der Saison 2016/17 stand Filatow beim HK Lada Toljatti unter Vertrag und wechselte im Dezember 2017 gegen eine finanzielle Entschädigung zu Neftechimik Nischnekamsk. Ab Juni 2018 spielte Filatow beim HK Spartak Moskau und absolvierte 15 Partien für den Klub, ehe er im November des gleichen Jahres zu Salawat Julajew Ufa zurückkehrte. Parallel zu seiner Einsatzzeit dort stand er zudem bei Toros Neftekamsk auf dem Eis. Im Juni 2020 gab Filatow schließlich das Ende seiner aktiven Karriere bekannt.

## Erfolge und Auszeichnungen
- 2009 Teilnahme am  AHL All-Star Classic
- 2009 KHL-Rookie des Monats November
- 2017 Teilnahme am KHL All-Star Game

### International
| - 2007 Goldmedaille beim Europäischen Olympischen Winter-Jugendfestival - 2007 Goldmedaille bei der U18-Junioren-Weltmeisterschaft - 2007 Bronzemedaille beim Ivan Hlinka Memorial Tournament - 2008 Bronzemedaille bei der U20-Junioren-Weltmeisterschaft - 2008 Beste Plus/Minus-Bilanz der U20-Junioren-Weltmeisterschaft | - 2008 Silbermedaille bei der U18-Junioren-Weltmeisterschaft - 2008 All-Star-Team der U18-Junioren-Weltmeisterschaft - 2009 Bronzemedaille bei der U20-Junioren-Weltmeisterschaft - 2009 Bester Torschütze der U20-Junioren-Weltmeisterschaft (gemeinsam mit John Tavares) - 2009 All-Star-Team der U20-Junioren-Weltmeisterschaft |

## Karrierestatistik

### International
Vertrat Russland bei:

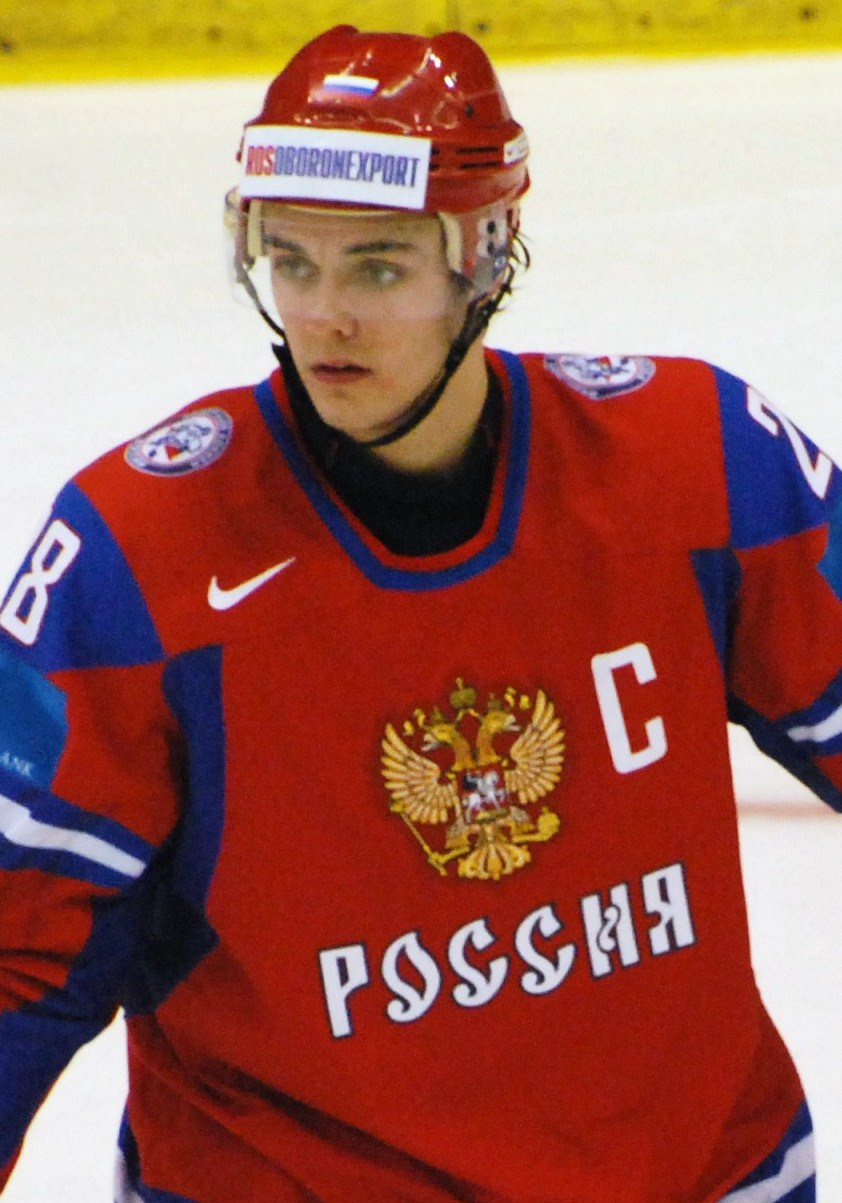
Filatow als Kapitän bei der U20-Junioren-Weltmeisterschaft 2010

| - Europäisches Olympisches Winter-Jugendfestival 2007 - U18-Junioren-Weltmeisterschaft 2007 - Ivan Hlinka Memorial Tournament 2007 - World Junior A Challenge 2007 | - U20-Junioren-Weltmeisterschaft 2008 - U18-Junioren-Weltmeisterschaft 2008 - U20-Junioren-Weltmeisterschaft 2009 - U20-Junioren-Weltmeisterschaft 2010 |

(Legende zur Spielerstatistik: Sp oder GP = absolvierte Spiele; T oder G = erzielte Tore; V oder A = erzielte Assists; Pkt oder Pts = erzielte Scorerpunkte; SM oder PIM = erhaltene Strafminuten; +/− = Plus/Minus-Bilanz; PP = erzielte Überzahltore; SH = erzielte Unterzahltore; GW = erzielte Siegtore; 1 Play-downs/Relegation; Kursiv: Statistik nicht vollständig)